# Fernanda de la Figuera
Fernanda de la Figuera (Madrid, 20 de octubre de 1943 – Zaragoza, 24 de abril de 2022) fue una activista por la legalización del cannabis en España. Es la primera cultivadora «legal» de cannabis del país gracias al fallo a su favor de un juez que en 1995 le permitió el autoconsumo. Establecida en Málaga casi toda su vida, fundó varias asociaciones y partidos políticos a favor de la legalización del cannabis. En el movimiento pro-cannabis español, recibió el apodo cariñoso de «Abuela Marihuana», y es una de las activistas más veteranas y reconocidas del antiprohibicionismo en Europa.

## Biografía
Fernanda de la Figuera nació en Madrid en 1943, en el seno de una familia conservadora y de militares de la Legión. Estudió periodismo y ejerció como reportera en la sección cultural. Comenzó a fumar cannabis regularmente a partir de 1967 y 1968, en sus estancias en París y Londres, aunque previamente ya conocía de vista el cannabis o hachís de origen marroquí: 
«Fue precisamente el contacto con los militares de la Legión, los que venían a Málaga con el kifi (el nombre del polen de marihuana en Marruecos), el que me puso en contacto con el cannabis. Mis padres, al final, que vivieron en Larache y, aunque nunca fumaron, acabaron por comprender por qué consumía yo».
En Málaga vivió hasta su fallecimiento. Comenzó su activismo en 1973.

### Juicio de 1995 y ARSEC-A
En 1993 conoció el funcionamiento de la que hoy en día es considerada la primera asociación cannábica de España, la Asociación Ramón Santos de Estudios sobre el Cannabis (ARSEC).
En 1995 fue acusada de plantar cannabis en su propio huerto de Alhaurín el Grande, un juez falló a su favor y le permitió continuar el cultivo con el condicionante de que fuese para el autoconsumo. Su abogado fue Pedro Apalategui de Isasa, referente de la abogacía, y a quien Fernanda atribuye el mérito. Se convirtió así en la primera persona en España en obtener tal licencia. 
Tras el juicio, llegaron a ella numerosos contactos de andaluces cuyos cultivos también habían sido intervenidos por la policía y denunciados. Todo ello la motivó en 1996 a fundar un homólogo del ARSEC en Andalucía (ARSEC-A). En 1998, organizó la primera gran reunión cannábica, con el título de «La Bella Flor», en un centro social de la ciudad de Málaga.

### En la política
En 2003 cofundó el primer partido político sobre el cannabis, el Partido Cannabis por la Legalización y Normalización (PCLYN) junto con asociaciones cannábicas de Valencia, y también la Federación de Asociaciones Cannábicas (FAC), germen de la actual Confederación de Federaciones de Asociaciones Cannábicas (ConFAC). Esta organización forma parte de la Coalición Europea para las Políticas de Drogas Justas y Eficaces (ENCOD), de la que fue portavoz en España.  La ENCOD fue la organización que impulsó que el Parlamento Europeo aprobara una moción por la que reclamaba a los Estados la legalización del uso medicinal del cannabis en enero de 2019.

### Juicio de 2010 y M×M
De la Figuera usaba el cannabis para sus dolores de artrosis o reuma, y para los dolores que le provocaba una fractura en el coxis por caída. Cofundó una asociación de carácter feminista para usuarias de cannabis denominada Marías por María (M×M), en la cual el cannabis era usado como solución para los dolores provocados por enfermedades varias o por procedimientos agresivos como la quimioterapia. 
Los estatutos de M×M aprobados para febrero de 2010, la asociación se inscribe en el registro de la Junta de Andalucía en mayo, coincidiendo con la feria Expocannabis Sur, celebrada en el Palacio de Ferias y Congresos de Málaga. Sin embargo, ese mismo julio, la cosecha es intervenida y Fernanda volvió a ser acusada y absuelta de los mismos cargos que en 1995.

### Juicio de 2019
De nuevo, en 2019 fue acusada de cultivar y distribuir mariguana en la asociación M×M. La fiscalía pidió una pena de cuatro años de prisión para Fernanda de la Figuera, mientras que fuera de los juzgados recibía el apoyo muchas personas bajo el hashtag #FernandaSomosTodas. El juicio tuvo lugar el 25 de abril de 2019. Fue condenada a nueve meses de prisión y una multa de 10.000 €, pero finalmente no entró en prisión por carecer de antecedentes penales.
La última etapa de su vida la dedicó a la presidencia del partido Luz Verde. En 2012, durante la inauguración del Hemp Museum Gallery en Barcelona, recibió el reconocimiento Cannabis Culture Awards. Falleció el 24 de abril de 2022 a los 78 años de edad en Zaragoza, sin haber pisado la cárcel. Sus variedades favoritas de cannabis eran las sativas como Haze o Amnesia que calificaba como «hierba de la alegría».